# Seiffartsburg
Koordinaten: 50° 39′ 29″ N, 10° 47′ 9″ O
Das Naturschutzgebiet Seiffartsburg liegt im Ilm-Kreis in Thüringen. Es erstreckt sich südwestlich von Gehlberg. Am westlichen Rand des Gebietes verläuft die Landesstraße L 2615, westlich erstreckt sich das 47,7 ha  große Naturschutzgebiet Schneekopfmoor am Teufelskreis.

## Bedeutung
Das 54,2 ha große Gebiet mit der NSG-Nr. 107 wurde im Jahr 1982 unter Naturschutz gestellt.